# George Washington Kendall
Pour les articles homonymes, voir Kendall et George Kennedy (homonymie).
George Washington Kendall appelé couramment George Kennedy (né à Montréal le 29 décembre 1881 et mort le 19 octobre 1921) est un Canadien anglais propriétaire d'une équipe de hockey et promoteur de sports. Il a possédé les Canadiens de Montréal de 1910 à 1921. Son équipe a remporté la Coupe Stanley pendant qu'il en était le propriétaire en 1916. Il est né à Montréal au Québec et aussi mort à cet endroit. Il meurt en 1921 des suites de la grippe espagnole contractée en 1918. 